# Atlasacris brevipennis
Atlasacris brevipennis Massa, 2015 è un insetto ortottero della famiglia Tettigoniidae, endemico della Tanzania.

## Descrizione
È molto simile alla congenere A. peculiaris da cui si differenzia per le minori dimensioni (circa 16 mm vs 17–19.5 mm) e per la forma delle tegmine. I femori delle zampe posteriori sono lunghi e sottili.

## Distribuzione e habitat
La specie è diffusa in Tanzania nord-occidentale, nella regione dei monti dell'Arco Orientale.